# 한수오
한수오(漢水午, 1966년~)는 대한민국의 무협소설 작가이다. 서울에서 태어났다. 본명은 하재욱이며 1998년 월하강호(月下江湖)로 데뷔하여 이후 패도(覇道)를 발표, 구무협과 신무협을 가장 적절히 조율, 재구성했다는 평가를 받았다.

## 작품 목록
무협소설
- <월하강호(月下江湖)>
- <패도(覇道)>
- <용혈무궁(龍血無窮)>
- <색협(色俠)>
- <아수라(阿修羅)>
- <천봉(天峰)>
- <보검박도(寶劍朴刀)>
- <노는 칼>
- <십이소 십이다(十二小十二多)>
- <수라의 하늘>

현대소설
- <비포 더 던(Before The Dawn)>